# 집단살해죄의 방지와 처벌에 관한 협약

집단 학살 협약 참여
서명 및 비준 완료
합격 또는 성공
서명만 있음

집단살해죄의 방지와 처벌에 관한 협약(Convention on the Prevention and Punishment of the Crime of Genocide), 약칭 집단살해 협약(Genocide Convention)은 1948년 12월 9일 유엔 총회에서 총회 제260호 결의안(General Assembly Resolution 260)으로 채택되었고, 1951년 1월 12일 발효되었다. 일찍이 라파엘 렘킨이 집단살해라는 용어를 처음 정의하고 활동을 전개하였으며 그 운동의 결과로 결국 국제법으로 금지되었다. 현재 협약에 가입한 국가는 모두 137개국이다.
협약은 전문 및 19개조로 구성되어 있다.

## 개요
집단살해범죄의 방지 및 처벌에 관한 협약(Convention on the prevention and punishment of the Crime of Genocide)의 약칭으로 제노사이드 협약으로도 부른다. 집단 살해를 국제법상의 범죄로 규정하기 위해 국제연합이 1948년 제3회 총회에서 채택, 51년에 발표한 협약이다. 이 협약에 의하면, 집단살해란 국민·인종·민족·종교 등의 집단의 절멸을 목적으로 집단의 구성원을 살해하는 일, 중대한 육체적·정신적 위해(危害)를 가하는 일, 집단에 속하는 어린이를 다른 집단으로 강제 이송하는 일 등이며, 이상의 집단학살을 행한 자는 전시·평시를 불문하고, 또한 통치자·공무원·사인(私人)의 구별없이 처벌된다. 또한 이를 위한 공동모의에 참가한 자·교사자·공범자도 함께 처벌된다. 미국은 밀로셰비치 유고 대통령의 인종청소 행위에 대한 대량학살(제노사이드)을 하고 있다고 비난하였으나 혐의 확인은 불가능한 실정이다.

## 내용

### 체결국의 의무(제1조)
체결국은 집단살해가 평시에 행하여졌든가 전시에 행하여졌든가를 불문하고, 이것을 방지하고 국제법상의 범죄임을 확인하여 처벌할 것을 약속한다.

### 집단살해의 정의(제2조)
협약에서 집단살해라 함은 국민적, 인종적, 민족적 또는 종교적 집단을 전부 또는 일부 파괴할 의도로서 행하여진 아래의 행위를 말한다.
1. 집단구성원을 살해하는 것
2. 집단구성원에 대하여 중대한 육체적 또는 정신적인 위해를 가하는 것
3. 전부 또는 일부에 육체적 파괴를 초래할 목적으로 의도된 생활조건을 집단에게 고의로 부과하는 것
4. 집단 내에 있어서의 출생을 방지하기 위하여 의도된 조치를 과하는 것
5. 집단의 아동을 다른 집단으로 강제적으로 이동시키는 것

### 처벌하는 행위(제3조)
다음의 행위를 처벌한다.
1. 집단살해
2. 집단살해를 범하기 위한 공동 모의
3. 집단살해를 범하는 것의 직접 한편 공연한 교사
4. 집단살해의 미수
5. 집단살해의 공범

### 관할 재판소(제6조)
집단살해 또는 제3조에 열거된 기타 행위의 어떤 것이라도 이로 인하여 고소된 자는 행위가 그 영토 내에서 범행된 국가의 당해 재판소에 의하여 또는 국제형사재판소의 관할권을 수락하는 체약국에 관하여 관할권을 가지는 국제 형사 재판소에 의해 재판을 받는다.

## 같이 보기
- 유대인 대학살